# Kogoj
Kogoj je priimek v Sloveniji, ki ga je po podatkih Statističnega urada Republike Slovenije na dan 1. januarja 2010 uporabljalo 563 oseb.

## Znani nosilci priimka
- Aleksander Kogoj (*1965), filmski režiser
- Aleš Kogoj (1962—2014), nevropsihiater (gerontopsihiater)
- Breda Kogoj-Kapetanić (1928—2020), hrvaška literarna zgodovinarka, prof. na Univ. Washinton v Seattlu (ZDA), delno slovenskega rodu
- Dušan Kogoj (*1960), geodet, prof. FGG
- Frančišek Kogoj (1866—?), narodni delavec (=? prvi zdravnik posvetovalnice za otroke v Sloveniji)?
- Franjo Kogoj (1894—1983), dermatovenerolog, univ. prof. in akademik (v Zagrebu)
- Igor Kogoj (*1959), triatlonec
- Irena Kogoj (um.i. Regina) (*1965), pevka
- Justin Kogoj (1899—1945), narodni in kulturni delavec
- Marij Kogoj (1892—1956), glasbenik, skladatelj
- Marij Kogoj ml. (1919—1995), pevec tenorist, ustanovni član Slovenskega okteta
- (Marija) Jasna Kogoj (*1944), redovnica uršulinka, teologinja, dr. cerkvene zgodovine
- Marinka Kogoj-Osvald (*194#?), argonomka, vrtnarka
- Milica Kogoj (1903—1994), slikarka v Gorici
- Oskar Kogoj (*1942), industrijski oblikovalec
- Rado Kogoj (1921—1941), igralec, ustreljen kot talec
- Robert Cogoi (pr. ime Mirko Kogoj) (1939—2022), belgijsko-slovenski pevec
- Suzana Kogoj, računalniška animatorka
- Verena Kogoj-Bakić (1923—2002), hrvaška ginekologinja in porodničarka slovenskega porekla
- Viktorija Kogoj (1892—1979) pripadnica organizacije TIGR in partizanka (OF)
- Vladimir Kogoj (1923—2005), generalmajor JLA
- Vladimir Julij Kogoj (1905—?), mladinski pisatelj in publicist